# Cantón de Saint-Girons
El cantón de Saint-Girons era una división administrativa francesa, que estaba situada en el departamento de Ariège y la región de Mediodía-Pirineos.

## Composición
El cantón estaba formado por catorce comunas:
- Alos
- Castelnau-Durban
- Clermont
- Encourtiech
- Erp
- Esplas-de-Sérou
- Eycheil
- Lacourt
- Lescure
- Montégut-en-Couserans
- Moulis
- Rimont
- Rivèrenert
- Saint-Girons

## Supresión del cantón de Saint-Girons
En aplicación del Decreto nº 2014-174 de 18 de febrero de 2014, el cantón de Saint-Girons fue suprimido el 22 de marzo de 2015 y sus 14 comunas pasaron a formar parte; diez del nuevo cantón de Couserans-Este y cuatro del nuevo cantón de Couserans-Oeste.